# Elói Mendes
Elói Mendes is een gemeente in de Braziliaanse deelstaat Minas Gerais. De gemeente telt 25.532 inwoners (schatting 2009).

## Verkeer en vervoer
De plaats ligt aan de weg BR-491.